# Murraya crenulata
Murraya crenulata là một loài thực vật có hoa trong họ Cửu lý hương. Loài này được (Turcz.) Oliv. mô tả khoa học đầu tiên năm 1861.